# NCAA Women's Division I Volleyball Championship
NCAA Women's Division I Volleyball Championship, är det nationella amerikanska mästerskapet i volleyboll för damlag från college och universitet tillhörande NCAA:s Division I.

## Resultat
| NCAA Division I Women's Volleyball Championship | NCAA Division I Women's Volleyball Championship | NCAA Division I Women's Volleyball Championship | NCAA Division I Women's Volleyball Championship | NCAA Division I Women's Volleyball Championship | NCAA Division I Women's Volleyball Championship | NCAA Division I Women's Volleyball Championship | NCAA Division I Women's Volleyball Championship | NCAA Division I Women's Volleyball Championship | NCAA Division I Women's Volleyball Championship | NCAA Division I Women's Volleyball Championship |
| ----------------------------------------------- | ----------------------------------------------- | ----------------------------------------------- | ----------------------------------------------- | ----------------------------------------------- | ----------------------------------------------- | ----------------------------------------------- | ----------------------------------------------- | ----------------------------------------------- | ----------------------------------------------- | ----------------------------------------------- |
| År                                              | Värdstad (Klubb)                                | Arena                                           |                                                 | Final                                           | Final                                           | Final                                           |                                                 | Match om tredjepris / Semifinalister            | Match om tredjepris / Semifinalister            | Match om tredjepris / Semifinalister            |
| År                                              | Värdstad (Klubb)                                | Arena                                           | Mästare                                         | Matchresultat                                   | Tvåa                                            | Trea                                            | Matchresultat                                   | Fyea                                            |                                                 |                                                 |
| 1981                                            | Los Angeles (UCLA)                              | Pauley Pavilion                                 | USC (27–10)                                     | 3–2                                             | UCLA                                            | San Diego State                                 | 3–0                                             | Pacific                                         |                                                 |                                                 |
| 1982                                            | Stockton, Kalifornien (Pacific)                 | Alex G. Spanos Center                           | Hawaii Rainbow Wahine (33–1)                    | 3–2                                             | USC                                             | San Diego State                                 | 3–2                                             | Stanford                                        |                                                 |                                                 |
| 1983                                            | Lexington, Kentucky (Kentucky)                  | Memorial Coliseum                               | Hawaii Rainbow Wahine (2) (34–2)                | 3–0                                             | UCLA                                            | Stanford                                        | 3–1                                             | Pacific                                         |                                                 |                                                 |
| 1984                                            | Los Angeles (UCLA)                              | Pauley Pavilion                                 | UCLA (33–6)                                     | 3–2                                             | Stanford                                        | Pacific                                         | 3–1                                             | San Jose State                                  |                                                 |                                                 |
| 1985                                            | Kalamazoo, Michigan (Western Michigan)          | Read Fieldhouse                                 | Pacific (36–3)                                  | 3–1                                             | Stanford                                        | USC                                             | 3–2                                             | UCLA                                            |                                                 |                                                 |
| 1986                                            | Stockton, Kalifornien (Pacific)                 | Alex G. Spanos Center                           | Pacific (2) (39–3)                              | 3–0                                             | Nebraska                                        | Texas / Stanford                                | Texas / Stanford                                | Texas / Stanford                                |                                                 |                                                 |
| 1987                                            | Indianapolis                                    | Market Square Arena                             | Hawaii Rainbow Wahine (3) (37–2)                | 3–1                                             | Stanford                                        | Illinois / Texas                                | Illinois / Texas                                | Illinois / Texas                                |                                                 |                                                 |
| 1988                                            | Minneapolis (Minnesota)                         | Williams Arena                                  | Texas (34–5)                                    | 3–0                                             | Hawaii Rainbow Wahine                           | Illinois / UCLA                                 | Illinois / UCLA                                 | Illinois / UCLA                                 |                                                 |                                                 |
| 1989                                            | Honolulu, Hawaii (Hawaii)                       | Blaisdell Arena                                 | Long Beach State (32–5)                         | 3–0                                             | Nebraska                                        | UT Arlington / UCLA                             | UT Arlington / UCLA                             | UT Arlington / UCLA                             |                                                 |                                                 |
| 1990                                            | College Park, Maryland (Maryland)               | Cole Field House                                | UCLA (2) (36–1)                                 | 3–0                                             | Pacific                                         | LSU / Nebraska                                  | LSU / Nebraska                                  | LSU / Nebraska                                  |                                                 |                                                 |
| 1991                                            | Los Angeles (UCLA)                              | Pauley Pavilion                                 | UCLA (3) (31–5)                                 | 3–2                                             | Long Beach State                                | LSU / Ohio State                                | LSU / Ohio State                                | LSU / Ohio State                                |                                                 |                                                 |
| 1992                                            | Albuquerque, New Mexico (New Mexico)            | University Arena                                | Stanford (31–2)                                 | 3–1                                             | UCLA                                            | Long Beach State / Florida                      | Long Beach State / Florida                      | Long Beach State / Florida                      |                                                 |                                                 |
| 1993                                            | Madison, Wisconsin (Wisconsin)                  | UW Field House                                  | Long Beach State (2) (32–2)                     | 3–1                                             | Penn State                                      | BYU / Florida                                   | BYU / Florida                                   | BYU / Florida                                   |                                                 |                                                 |
| 1994                                            | Austin, Texas (Texas)                           | Frank Erwin Center                              | Stanford (2) (32–1)                             | 3–1                                             | UCLA                                            | Penn State / Ohio State                         | Penn State / Ohio State                         | Penn State / Ohio State                         |                                                 |                                                 |
| 1995                                            | Amherst, Massachusetts (Massachusetts)          | Mullins Center                                  | Nebraska (32–1)                                 | 3–1                                             | Texas                                           | Stanford / Michigan State                       | Stanford / Michigan State                       | Stanford / Michigan State                       |                                                 |                                                 |
| 1996                                            | Cleveland, Ohio (Cleveland State)               | CSU Convocation Center                          | Stanford (3) (31–2)                             | 3–0                                             | Hawaii Rainbow Wahine                           | Nebraska / Florida                              | Nebraska / Florida                              | Nebraska / Florida                              |                                                 |                                                 |
| 1997                                            | Spokane, Washington (Washington State)          | Spokane Arena                                   | Stanford (4) (33–2)                             | 3–2                                             | Penn State                                      | Long Beach State / Florida                      | Long Beach State / Florida                      | Long Beach State / Florida                      |                                                 |                                                 |
| 1998                                            | Madison, Wisconsin (Wisconsin)                  | Kohl Center                                     | Long Beach State (3) (36–0)                     | 3–2                                             | Penn State                                      | Nebraska / Florida                              | Nebraska / Florida                              | Nebraska / Florida                              |                                                 |                                                 |
| 1999                                            | Honolulu, Hawaii (Hawaii)                       | Stan Sheriff Center                             | Penn State (36–1)                               | 3–0                                             | Stanford                                        | Long Beach State / Pacific                      | Long Beach State / Pacific                      | Long Beach State / Pacific                      |                                                 |                                                 |
| 2000                                            | Richmond, Virginia (VCU)                        | Richmond Coliseum                               | Nebraska (2) (34–0)                             | 3–2                                             | Wisconsin                                       | Hawaii Rainbow Wahine / USC                     | Hawaii Rainbow Wahine / USC                     | Hawaii Rainbow Wahine / USC                     |                                                 |                                                 |
| 2001                                            | San Diego (San Diego State)                     | Cox Arena                                       | Stanford (5) (33–2)                             | 3–0                                             | Long Beach State                                | Arizona / Nebraska                              | Arizona / Nebraska                              | Arizona / Nebraska                              |                                                 |                                                 |
| 2002                                            | New Orleans (New Orleans)                       | New Orleans Arena                               | USC (2) (31–1)                                  | 3–1                                             | Stanford                                        | Hawaii Rainbow Wahine / Florida                 | Hawaii Rainbow Wahine / Florida                 | Hawaii Rainbow Wahine / Florida                 |                                                 |                                                 |
| 2003                                            | Dallas                                          | Reunion Arena                                   | USC (3) (35–0)                                  | 3–1                                             | Florida                                         | Hawaii Rainbow Wahine / Minnesota               | Hawaii Rainbow Wahine / Minnesota               | Hawaii Rainbow Wahine / Minnesota               |                                                 |                                                 |
| 2004                                            | Long Beach, California (Long Beach State)       | Long Beach Arena                                | Stanford (6) (30–6)                             | 3–0                                             | Minnesota                                       | USC / Washington                                | USC / Washington                                | USC / Washington                                |                                                 |                                                 |
| 2005                                            | San Antonio (UTSA)                              | Alamodome                                       | Washington (32–1)                               | 3–0                                             | Nebraska                                        | Santa Clara / Tennessee                         | Santa Clara / Tennessee                         | Santa Clara / Tennessee                         |                                                 |                                                 |
| 2006                                            | Omaha, Nebraska (Nebraska)                      | Qwest Center                                    | Nebraska (3) (33–1)                             | 3–1                                             | Stanford                                        | UCLA / Washington                               | UCLA / Washington                               | UCLA / Washington                               |                                                 |                                                 |
| 2007                                            | Sacramento, California (Sacramento State)       | ARCO Arena                                      | Penn State (2) (34–2)                           | 3–2                                             | Stanford                                        | California / USC                                | California / USC                                | California / USC                                |                                                 |                                                 |
| 2008                                            | Omaha, Nebraska (Nebraska)                      | Qwest Center                                    | Penn State (3) (38–0)                           | 3–0                                             | Stanford                                        | Nebraska / Texas                                | Nebraska / Texas                                | Nebraska / Texas                                |                                                 |                                                 |
| 2009                                            | Tampa, Florida (South Florida)                  | St. Pete Times Forum                            | Penn State (4) (38–0)                           | 3–2                                             | Texas                                           | Hawaii Rainbow Wahine / Minnesota               | Hawaii Rainbow Wahine / Minnesota               | Hawaii Rainbow Wahine / Minnesota               |                                                 |                                                 |
| 2010                                            | Kansas City, Missouri (UMKC)                    | Sprint Center                                   | Penn State (5) (32–5)                           | 3–0                                             | California                                      | Texas / USC                                     | Texas / USC                                     | Texas / USC                                     |                                                 |                                                 |
| 2011                                            | San Antonio (UTSA)                              | Alamodome                                       | UCLA (4) (30–6)                                 | 3–1                                             | Illinois                                        | Florida State / USC                             | Florida State / USC                             | Florida State / USC                             |                                                 |                                                 |
| 2012                                            | Louisville, Kentucky (Louisville)               | KFC Yum! Center                                 | Texas (2) (29–4)                                | 3–0                                             | Oregon                                          | Michigan / Penn State                           | Michigan / Penn State                           | Michigan / Penn State                           |                                                 |                                                 |
| 2013                                            | Seattle, Washington (Washington)                | KeyArena                                        | Penn State (6) (34–2)                           | 3–1                                             | Wisconsin                                       | Texas / Washington                              | Texas / Washington                              | Texas / Washington                              |                                                 |                                                 |
| 2014                                            | Oklahoma City (Oklahoma)                        | Chesapeake Energy Arena                         | Penn State (7) (36–3)                           | 3–0                                             | BYU                                             | Stanford/ Texas                                 | Stanford/ Texas                                 | Stanford/ Texas                                 |                                                 |                                                 |
| 2015                                            | Omaha, Nebraska (Nebraska)                      | CenturyLink Center Omaha                        | Nebraska (4) (32–4)                             | 3–0                                             | Texas                                           | Kansas / Minnesota                              | Kansas / Minnesota                              | Kansas / Minnesota                              |                                                 |                                                 |
| 2016                                            | Columbus, Ohio (Ohio State)                     | Nationwide Arena                                | Stanford (7) (27–7)                             | 3–1                                             | Texas                                           | Minnesota / Nebraska                            | Minnesota / Nebraska                            | Minnesota / Nebraska                            |                                                 |                                                 |
| 2017                                            | Kansas City, Missouri (UMKC & Kansas)           | Sprint Center                                   | Nebraska (5) (33–4)                             | 3–1                                             | Florida                                         | Penn State / Stanford                           | Penn State / Stanford                           | Penn State / Stanford                           |                                                 |                                                 |
| 2018                                            | Minneapolis, Minnesota (Minnesota)              | Target Center                                   | Stanford (8) (34–1)                             | 3–2                                             | Nebraska                                        | BYU / Illinois                                  | BYU / Illinois                                  | BYU / Illinois                                  |                                                 |                                                 |
| 2019                                            | Pittsburgh, Pennsylvania (Duquesne)             | PPG Paints Arena                                | Stanford (9) (30–4)                             | 3–0                                             | Wisconsin                                       | Baylor / Minnesota                              | Baylor / Minnesota                              | Baylor / Minnesota                              |                                                 |                                                 |
| 2020                                            | Omaha, Nebraska (Nebraska)                      | CHI Health Center Omaha                         | Kentucky (24–1)                                 | 3–1                                             | Texas                                           | Washington / Wisconsin                          | Washington / Wisconsin                          | Washington / Wisconsin                          |                                                 |                                                 |
| 2021                                            | Columbus, Ohio (Ohio State)                     | Nationwide Arena                                | Wisconsin (31–3)                                | 3–2                                             | Nebraska                                        | Louisville / Pittsburgh                         | Louisville / Pittsburgh                         | Louisville / Pittsburgh                         |                                                 |                                                 |
| 2022                                            | Omaha, Nebraska (Nebraska)                      | CHI Health Center Omaha                         | Texas (3) (28–1)                                | 3–0                                             | Louisville                                      | San Diego / Pittsburgh                          | San Diego / Pittsburgh                          | San Diego / Pittsburgh                          |                                                 |                                                 |
| 2023                                            | Tampa, Florida (South Florida)                  | Amalie Arena                                    |                                                 |                                                 |                                                 |                                                 |                                                 |                                                 |                                                 |                                                 |
| 2024                                            | Louisville, Kentucky (Louisville)               | KFC Yum! Center                                 |                                                 |                                                 |                                                 |                                                 |                                                 |                                                 |                                                 |                                                 |
| 2025                                            | Kansas City, Missouri (Kansas)                  | T-Mobile Center                                 |                                                 |                                                 |                                                 |                                                 |                                                 |                                                 |                                                 |                                                 |

### Most Outstanding Player
Årligen sedan 1996 (och dessförinnan 1991) delar NCAA ut utmärkelsen "most outstanding player(s)".
| Säsong | Spelare                            | Universitet                         |
| ------ | ---------------------------------- | ----------------------------------- |
| 1991   | Natalie Williams Antoinnette White | UCLA Long Beach State               |
| 1996   | Kerri Walsh                        | Stanford                            |
| 1997   | Terri Zemaitis                     | Penn State                          |
| 1998   | Misty May Lauren Cacciamani        | Long Beach State (2) Penn State (2) |
| 1999   | Lauren Cacciamani (2)              | Penn State (3)                      |
| 2000   | Greichaly Cepero                   | Nebraska                            |
| 2001   | Logan Tom                          | Stanford (2)                        |
| 2002   | Keao Burdine                       | Southern California                 |
| 2003   | Keao Burdine (2)                   | Southern California (2)             |
| 2004   | Ogonna Nnamani                     | Stanford (3)                        |
| 2005   | Christal Morrison                  | Washington                          |
| 2006   | Sarah Pavan                        | Nebraska (2)                        |
| 2007   | Megan Hodge                        | Penn State (4)                      |
| 2008   | Megan Hodge (2)                    | Penn State (5)                      |
| 2009   | Destinee Hooker                    | Texas                               |
| 2010   | Deja McClendon                     | Penn State (6)                      |
| 2011   | Rachael Kidder                     | UCLA (2)                            |
| 2012   | Bailey Webster                     | Texas (2)                           |
| 2013   | Micha Hancock                      | Penn State (7)                      |
| 2014   | Megan Courtney                     | Penn State (8)                      |
| 2015   | Mikaela Foecke                     | Nebraska (3)                        |
| 2016   | Inky Ajanaku                       | Stanford (4)                        |
| 2017   | Mikaela Foecke (2) Kelly Hunter    | Nebraska (4,5)                      |
| 2018   | Morgan Hentz Kathryn Plummer       | Stanford (5,6)                      |
| 2019   | Kathryn Plummer (2)                | Stanford (7)                        |
| 2020   | Madison Lilley                     | Kentucky                            |
| 2021   | Anna Smrek                         | Wisconsin                           |
| 2022   | Logan Eggleston                    | Texas (3)                           |